# Bahamas nos Jogos Olímpicos de Verão de 2008
As Bahamas competiram nos Jogos Olímpicos de Verão de 2008, em Pequim, na China, que ocorreram de 8 a 24 de agosto de 2008.

## Medalhas
| Atleta                                                                              | Esporte   | Evento                        | Medalha |
| ----------------------------------------------------------------------------------- | --------- | ----------------------------- | ------- |
| Andretti Bain Michael Mathieu Andrae Williams Chris Brown Avard Moncur Ramon Miller | Atletismo | Revezamento 4x400 m masculino | Prata   |
| Leevan Sands                                                                        | Atletismo | Salto triplo masculino        | Bronze  |

## Desempenho

### Atletismo
| Derrick Atkins                                                                      | 100 m masculino               | 10.28 Q                                     | 18  | 10.14 Q     | 14          | 10.13       | 12          | Não avançou                              | Não avançou       | Não avançou | Não avançou |
| Andretti Bain                                                                       | 400 m masculino               | 45.96 Q                                     | 31  |             |             | 45.52       | 19          | Não avançou                              | Não avançou       | Não avançou | Não avançou |
| Chris Brown                                                                         | 400 m masculino               | 44.79 Q                                     | 1   |             |             | 45.59 Q     | 3           | 44.84                                    | 4                 |             |             |
| Michael Mathieu                                                                     | 400 m masculino               | 45.17 Q                                     | 10  |             |             | 45.56       | 20          | Não avançou                              | Não avançou       | Não avançou | Não avançou |
| Jamaal Rolle                                                                        | 200 m masculino               | 20.93                                       | 34  | Não avançou | Não avançou | Não avançou | Não avançou | Não avançou                              | Não avançou       |             |             |
| Leevan Sands                                                                        | Salto triplo masculino        | 17.25 Q                                     | 5   |             |             |             |             | 17.59 RN                                 | Medalha de bronze |             |             |
| Shamar Sands                                                                        | 110 m com barreiras masculino | 13.45 Q                                     | 8   | 13.55       | 19          | Não avançou | Não avançou | Não avançou                              | Não avançou       |             |             |
| Donald Thomas                                                                       | Salto em altura masculino     | 2.20                                        | 21  |             |             |             |             | Não avançou                              | Não avançou       |             |             |
| Andretti Bain Michael Mathieu Andrae Williams Chris Brown Avard Moncur Ramon Miller | Revezamento 4x400 m masculino | 2.59.88 (Mathieu, Moncur, Miller, Williams) | 2 Q |             |             |             |             | 2:58.03 (Bain, Mathieu, Williams, Brown) | Medalha de prata  |             |             |
| Christine Amertil                                                                   | 400 m feminino                | 51.25 Q                                     | 10  |             |             | 51.51       | 15          | Não avançou                              | Não avançou       | Não avançou | Não avançou |
| Timicka Clarke                                                                      | 100 m feminino                | 12.16                                       | 56  | Não avançou | Não avançou | Não avançou | Não avançou | Não avançou                              | Não avançou       |             |             |
| Jackie Edwards                                                                      | Salto em distância feminino   | NM                                          |     |             |             |             |             | Não avançou                              | Não avançou       | Não avançou | Não avançou |
| Lavern Eve                                                                          | Lançamento de dardo feminino  | 57.36                                       | 20  |             |             |             |             | Não avançou                              | Não avançou       | Não avançou | Não avançou |
| Debbie Ferguson-McKenzie                                                            | 100 m feminino                | 11.17 Q                                     | 2   | 11.21 Q     | 11          | 11.22 Q     | 8           | 11.19                                    | 7                 |             |             |
| Debbie Ferguson-McKenzie                                                            | 200 m feminino                | 23.22 Q                                     | 20  | 22.77 Q     | 8           | 22.51 Q     | 7           | 22.61                                    | 7                 |             |             |
| Sheniqua Ferguson                                                                   | 200 m feminino                | 23.33 Q                                     | 24  | 23.61       | 29          | Não avançou | Não avançou | Não avançou                              | Não avançou       |             |             |
| Chandra Sturrup                                                                     | 100 m feminino                | 11.30 Q                                     | 7   | 11.16 Q     | 9           | 11.22       | 8           | Não avançou                              | Não avançou       |             |             |

### Boxe
As Bahamas qualificaram um boxeador para o torneio olímpico de boxe. Johnson classificou-se na categoria meio-médio no segundo evento qualificatório americano.
| Atleta          | Prova           | Ronda dos 32           | Ronda dos 16            | Quartos-finais         | Semifinais             | Final                  |
| Atleta          | Prova           | Adversário e resultado | Adversário e resultado  | Adversário e resultado | Adversário e resultado | Adversário e resultado |
| --------------- | --------------- | ---------------------- | ----------------------- | ---------------------- | ---------------------- | ---------------------- |
| Tureano Johnson | Peso meio-médio | GRN R. Moses V 18-3    | UKR O. Strets'kyy V 9-4 | CHN S. Hanati D4-14    | Não avançou            | Não avançou            |

### Natação
| Atleta                     | Prova                     | Eliminatórias | Eliminatórias | Semifinais  | Semifinais  | Final       | Final       |
| Atleta                     | Prova                     | Tempo         | Pos.          | Tempo       | Pos.        | Tempo       | Pos.        |
| -------------------------- | ------------------------- | ------------- | ------------- | ----------- | ----------- | ----------- | ----------- |
| Elvis Vereance Burrows     | 50 m livre masculino      | 23.19         | 52            | Não avançou | Não avançou | Não avançou | Não avançou |
| Alana Dillette             | 100 m costas feminino     | 1:02.56       | 32            | Não avançou | Não avançou | Não avançou | Não avançou |
| Jeremy Knowles             | 100 m borboleta masculino | 53.72         | 49            | Não avançou | Não avançou | Não avançou | Não avançou |
| Jeremy Knowles             | 200 m borboleta masculino | 2:01.08       | 35            | Não avançou | Não avançou | Não avançou | Não avançou |
| Jeremy Knowles             | 200 m medley masculino    | 2:01.35       | 24            | Não avançou | Não avançou | Não avançou | Não avançou |
| Arianna Vanderpool-Wallace | 50 m livre feminino       | 25.40         | 24            | Não avançou | Não avançou | Não avançou | Não avançou |
| Arianna Vanderpool-Wallace | 100 m livre feminino      | 55.61         | 28            | Não avançou | Não avançou | Não avançou | Não avançou |

### Tênis
Masculino
| Atleta                      | Prova   | Ronda dos 64              | Ronda dos 32                       | Ronda dos 16           | Quartos-finais         | Semifinais             | Final                  |
| Atleta                      | Prova   | Adversário e resultado    | Adversário e resultado             | Adversário e resultado | Adversário e resultado | Adversário e resultado | Adversário e resultado |
| --------------------------- | ------- | ------------------------- | ---------------------------------- | ---------------------- | ---------------------- | ---------------------- | ---------------------- |
| Devin Mullings              | Simples | ARG A. Calleri D 1–6, 1–6 | Não avançou                        | Não avançou            | Não avançou            | Não avançou            | Não avançou            |
| Mark Knowles Devin Mullings | Duplas  |                           | USA B. Bryan – M. Bryan D 2–6, 1–6 | Não avançou            | Não avançou            | Não avançou            | Não avançou            |

Legenda
| Recorde mundial      | Recorde mundial (World record)               |                       | Recorde africano                      | Recorde africano (African) |                                           | Q | Classificado por posição (Qualified) |
| Recorde olímpico     | Recorde olímpico (Olympic record)            | Recorde da América    | Recorde da América (Americas)         | q                          | Classificado por melhor tempo (Qualified) |   |                                      |
| Melhor marca do ano  | Melhor marca do ano (World leading)          | Recorde asiático      | Recorde asiático (Asian)              | DNS                        | Não largou (Did not start)                |   |                                      |
| Recorde nacional     | Recorde nacional (National record)           | Recorde europeu       | Recorde europeu (European)            | DNF                        | Não terminou (Did not finish)             |   |                                      |
| Recorde pessoal      | Recorde pessoal do atleta (Personal best)    | Recorde da Oceania    | Recorde da Oceania (Oceania)          | DSQ / DQ                   | Desclassificado (Disqualified)            |   |                                      |
| Recorde da temporada | Recorde da temporada do atleta (Season best) | Recorde sul-americano | Recorde sul-americano (South America) | NM                         | Sem marca (No mark)                       |   |                                      |